# Socionom
Socionomer, socialarbetare och socialrådgivare är personer som utför olika typer av socialt arbete. Socionom är i Norden en titel för en person som avlagt socionomexamen, efter en yrkesinriktad högskoleutbildning i socialt arbete. 
En socionom har kunskap om hur sociala, samhälleliga problem uppkommer och om hur de kan förändras. De har kunskap om det offentligas resurser och lagar i socialtjänstens närhet samt om hur sociala insatser dokumenteras, utvärderas och följs upp. En viktig del i en socionoms arbetsroll är att förstå det sociala samspelets betydelse för människors utveckling för att kunna bidra till att hjälpa människor att förändra sin tillvaro och utöka sitt handlingsutrymme och egenförsörjning.

## Socionomer i Sverige
De vanligaste arbetena för socionomer i Sverige är socialsekreterare, biståndshandläggare inom lagen om stöd och service till vissa funktionshindrade eller för äldre, behandlare, kurator på exempelvis skolor och sjukhus eller frivårdsinspektör. 
Akademikerförbundet SSR är det största fackförbundet för socionomer, cirka 7 av 10 socionomer är medlemmar där. Även fackförbundet Vision organiserar socionomer.
Åren 2017–2019 låg den fackliga organisationsgraden för socialsekreterare med flera i intervallet 84–85 procent, varav i offentlig sektor 86 procent och i privat sektor 72–82 procent. Åren 2001–2003 var cirka 94–95 procent av dem fackligt anslutna. 

### Utbildning
I den svenska utbildningen ingår bland annat ämnena socialt arbete, juridik, psykologi och sociologi. Utbildningen innefattar 90 högskolepoäng socialt arbete, vilket ger en filosofie kandidatexamen i detta ämne. Utbildningen till socionom är en högskoleutbildning omfattande 210 högskolepoäng vilket motsvarar 3,5 år. Socionomutbildningen har olika inriktningar utöver en allmän inriktning finns bland annat socialpedagogiskt arbete och arbete med äldre och funktionshindrade som specialisering. Inriktningarna kan se olika ut för olika skolor. Utbildningen sociala omsorgsprogrammet är en utbildning som ligger nära socionomutbildningen.[källa behövs]
På de gamla socialhögskolornas tid fanns det vid sidan om den rent sociala linjen även en så kallad socialkommunal linje – senare kallad förvaltningslinje. Även efter högskolereformen 1977 kunde man under några år ta socionomexamen på förvaltningslinjen. Vid till exempel Högskolan i Örebro fanns det fyra profiler inom förvaltningslinjen: inriktning på mot offentlig förvaltning (med förvaltningsrätt eller statskunskap som huvudämne), inriktning mot kommunal ekonomi, inriktning mot samhällsplanering samt inriktning mot personaladministration. Före högskolereformen 1977 kunde man även ta socionomexamen på sociala linjen med inriktning mot personaladministration. Denna möjlighet gavs dock endast på dispens.
År 1964 omvandlades de tidigare socialinstituten eller socialpolitiska instituten till socialhögskolor (förkortningen för Socialpolitiskt institut, SOPIS, levde dock kvar som öknamn). För att ta examen krävdes två betyg i ett huvudämne och ytterligare ett betyg i tre ämnen. I motsats till universiteten läste alla först en ettårig grundkurs, som till stora delar var gemensam för social linje och förvaltningslinje. (Vid Högskolan i Örebro var grundkursen 1977-78 uppdelad i åtta 5-poängsmoment: psykologi, sociologi, statistik, samhällsekonomi med socialpolitik (och orientering i ekonomisk historia samt marxistisk ekonomi), statskunskap, civilrätt, socialrätt samt praktisk förvaltningskunskap. I praktiken var det enbart den praktiska förvaltningskunskapen, PFK, som skilde mellan de båda linjerna. På social linje orienterade man sig i kommunal ekonomi (enbart en minikurs) samt hälso- och sjukvårdslära, men tonvikten låg på socialt arbete och social administration. På förvaltningslinjen orienterade man sig i företagsekonomi och kommunal ekonomi med samhällsplanering, men tyngdpunkten låg på allmän och kommunal administratiion.)
Därefter följde ett halvårs praktik. Efter detta läste man ett-betygsnivån i fyra ämnen under ett års tid. (Ett-betygskurserna var halvterminskurser på socialhögskolorna men krävde hela grundkursen som förkunskap.) Därefter följde ytterligare ett halvårs praktik samt en sluttermins studier för att erhålla tvåbetygsnivån i ett ämne. Under halva denna termin skrev man en uppsats. Man kunde även läsa upp till tre betyg i ett ämne. Den som redan före på börjat utbildning hade minst 1½ års relevant förpraktik kunde bli befriad från den ena praktikterminen. Före högskolereformen 1977 krävdes som regel också sommarpraktik. Denna kunde i motsats till praktikterminerna vara avlönad. 
Från och med högskolereformen 1977 ersattes ett-betygskurserna på sociala linjen vid Högskolan i Örebro av det nya blockämnet socialt arbete. Man kunde dock fortfarande läsa två-betygsnivån i till exempel psykologi eller sociologi.
Flera politiker har avlagt socionomexamen på förvaltningslinjen – till exempel Gudrun Schyman, Nils G. Åsling, Ingemar Mundebo, Lars Leijonborg, Berit Andnor.
Socionom skall inte förväxlas med sociolog, som är en person med akademisk examen i sociologi.

### Skillnad mellan diakon och socionom
Diakon är ett yrke som i Sverige är närbesläktat med socionom, men som drivs i kyrklig regi. På Stora Sköndals institut har man givit socionomutbildning med diakonal inriktning och med möjlighet till påbyggnadsutbildning till diakon, som inom exempelvis Svenska kyrkan är en vigningstjänst efter en ettårig diakonutbildning och praktik efter grundexamen.

## Socionom i Finland
Utexaminerade socionomer i Finland får titeln Socionom (YH). Det finns skillnader mellan socionomutbildningen i Sverige och Finland. Exempelvis finns det en skild utbildning för socialarbetare som bland annat får behörighet i att ta beslut och arbeta med administrativa uppgifter inom exempelvis barnomsorgen, medan socionomprofessionens arbetsuppgifter i stora drag relaterar till olika handledningsuppgifter inom exmpelvis social- och hälsovården. En av grundstenarna som Yrkeshögskolan Arcadas socionomutbildning bygger på är ämnet socialpedagogik och fungerar som en röd tråd genom hela utbildningen. Utbildningens längd varar vanligtvis 3,5 år och motsvarar 210 sp. Det finns ett större behov av utbildade socionomer på arbetsmarknaden i landet.